# Acrosanthes microphylla
Acrosanthes microphylla är en isörtsväxtart som beskrevs av Robert Stephen Adamson. Acrosanthes microphylla ingår i släktet Acrosanthes och familjen isörtsväxter. Inga underarter finns listade i Catalogue of Life.